# Kalvenes pagasts
Kalvenes pagasts er en territorial enhed i Aizputes novads i Letland. Pagasten havde 803 indbyggere i 2010 og 928 indbyggere i 2016 og omfatter et areal på 118,90 kvadratkilometer. Hovedbyen i pagasten er Kalvene.